# 알렉산데르 바
알렉산데르 하르트만 바(덴마크어: Alexander Hartmann Bah, 1997년 12월 9일 ~ )는 덴마크의 축구 선수로 현재 포르투갈 프리메이라리가의 SL 벤피카에서 라이트 백으로 활약 중이다.